# Щеглов, Афанасий Фёдорович
Афана́сий Фёдорович Щегло́в (2 (15) января 1912 года, село Михали, Ржевский уезд, Тверская губерния  — 28 января 1995 года, Москва) — советский военачальник, генерал армии (29 апреля 1970 года). Герой Советского Союза (13 февраля 1944 года).

## Биография
Родился 2 (15) января 1912 года в селе Михалкино ныне Оленинский района Тверской области.
В 1917 году переехал на станцию Чертолино. Окончил среднюю школу в Ржеве.

### Довоенное время
В сентябре 1929 года призван в Красную Армию и направлен на учёбу на артиллерийское отделение 1-й Советской Объединённой военной школы имени ВЦИК, дислоцированной в Москве. После окончания учёбы в июле 1933 года был направлен в 73-й артиллерийский полк (73-я стрелковая дивизия, Сибирский военный округ), дислоцированный в Омске, где служил на должностях командира стрелкового взвода, помощника командира и командира артиллерийской батареи.
В октябре 1935 года направлен на учёбу на военно-ветеринарный факультет Московского Военно-ветеринарного института, однако в мае 1936 года был переведён в Военную академию РККА имени М. В. Фрунзе. После окончания академии в мае 1939 года был назначен на должность начальника штаба 290-го артиллерийского полка (104-я стрелковая дивизия, Ленинградский военный округ), дислоцированного в Мурманской области, а в июле того же года — на должность помощника начальника 1-го отделения оперативного отдела штаба 7-й армии (Ленинградский военный округ). На этой должности принимал участие в советско-финской войне. За отличия в боях награждён орденом Красного Знамени. В 1939 году вступил в ВКП(б).
В августе 1940 года назначен на должность старшего помощника начальника оперативного отделения оперативного отдела штаба Ленинградского военного округа.

### Великая Отечественная война
С началом Великой Отечественной войны находился на прежней должности.
17 июня 1941 года майор Щеглов назначен на должность старшего помощника начальника оперативного отдела штаба Северного фронта, а в августе того же года — на должность командира 690-го артиллерийского полка противотанковой обороны (55-я армия), который в то время в ходе Ленинградской оборонительной операции вёл оборонительные боевые действия в районе города Красногвардейск и Пулковских высот.
В ноябре 1941 года назначен на должность командира 2-го особого лыжного добровольческого полка, который вскоре совершил четыре рейда по тылам врага под Ленинградом.
В марте 1942 года вновь назначен на должность командира 690-го артиллерийского полка противотанковой обороны, в июне — на должность заместителя начальника оперативного отдела штаба Ленинградского фронта. С сентября исполнял должность командира 34-й отдельной лыжной бригады, а в октябре вернулся на должность заместителя начальника оперативного отдела штаба Ленинградского фронта.
В апреле 1943 года полковник Щеглов назначен на должность командира 63-й гвардейской стрелковой дивизии. Под его командованием, входя в разное время в состав 42-й, 21-й и 2-й ударной армий Ленинградского фронта, дивизия вела оборонительные боевые действия на подступах к Ленинграду, затем — на волховско-любаньском направлении.
Командир 63-й гвардейской стрелковой дивизии гвардии полковник А. Ф. Щеглов проявил исключительное мужество и мастерство во время Красносельско-Ропшинской операции в январе 1944 года. При прорыве мощнейшей многоэшелонированной обороны противника на подступах к Красному Селу дивизия окружила и затем взяла штурмом укреплённый узел обороны «Воронья гора», тем самым обеспечив освобождение Красного Села, за что дивизии присвоено почётное наименование «Красносельская». В последующие дни дивизия принимала участие в Ленинградско-Новгородской наступательной операции и нанесла большой урон врагу.
Указом Президиума Верховного Совета СССР «О присвоении звания Героя Советского Союза офицерскому, сержантскому и рядовому составу Красной Армии» от 13 февраля 1944 года за «образцовое выполнение боевых заданий командования на фронте борьбы с немецкими захватчиками и проявленные при этом отвагу и геройство» гвардии полковнику Афанасию Фёдоровичу Щеглову присвоено звание Героя Советского Союза с вручением ордена Ленина и медали «Золотая Звезда» (№ 888).
Продолжая командовать этой дивизией, участвовал в Выборгской и Таллинской наступательных операциях. За отличия в этих боях дивизия была награждена орденами Ленина и Красного Знамени. Щеглов был награждён орденом Суворова 2-й степени.
В октябре 1944 года назначен на должность командира 30-го гвардейского стрелкового корпуса, который сначала входил в 8-ю армию Ленинградского фронта, а затем был передан 6-й гвардейской армии 2-го Прибалтийского фронта. Принимал участие в Мемельской наступательной операции, а также в блокаде Курляндской группировки противника.
Принимал участие в Параде Победы 24 июня 1945 года на Красной площади Москвы.

### Послевоенная карьера
После войны находился на прежней должности.
С ноября 1945 года находился в распоряжении Военного совета Ленинградского военного округа. В феврале 1946 года направлен на учёбу в Высшую военную академию имени К. Е. Ворошилова, после окончания которой в апреле 1948 года назначен на должность командира 4-го гвардейского стрелкового корпуса в Ленинградском ВО.
В 1949 году генерал Щеглов переведён в Войска противовоздушной обороны СССР и в июне того же года назначен на должность командующего войсками Ленинградского района ПВО, а в апреле 1951 года — на должность командующего войсками Уральского района ПВО со штабом в Свердловске). С апреля 1954 года находился в распоряжении Главного управления кадров Министерства обороны СССР и в июле того же года назначен на должность командующего Киевской армией ПВО — заместителя командующего войсками Киевского военного округа по ПВО. С августа 1959 года — командующий войсками Бакинского округа ПВО.
В июле 1966 года назначен на должность первого заместителя Главнокомандующего Войсками ПВО страны, находясь на которой в августе 1968 года принимал участие в операции «Дунай» по вводу советских войск в Чехословакию. Будучи начальником оперативной группы ПВО, руководил взятием под контроль системы противовоздушной обороны Чехословакии, и во главе отряда десанта произвёл захват главного командного пункта ПВО Чехословакии. За эти события награждён орденом Ленина.
С 1969 по 1970 годы находился в Египте в составе группы советских военных специалистов и руководил созданием противовоздушной обороны страны, которая показала высокую эффективность в ходе войны на истощение.
В апреле 1974 года назначен на должность представителя Главнокомандующего Объединёнными вооружёнными силами государств — участников Варшавского договора в Польше. С март 1985 года — военный инспектор-советник Группы генеральных инспекторов Министерства обороны СССР. В мае 1992 года уволен в отставку.
Депутат Верховного Совета СССР 6-8-го созывов (1962—1974).
Умер 28 января 1995 года в Москве. Похоронен на Новодевичьем кладбище.

## Награды
- Медаль «Золотая Звезда» Героя Советского Союза (13.02.1944);
- Четыре ордена Ленина (13.02.1944, …);
- Орден Октябрьской Революции (14.01.1982);
- Три ордена Красного Знамени (07.05.1940, 10.11.1942, 02.09.1950);
- Орден Суворова 2-й степени (22.06.1944);
- орден Александра Невского (01.10.1944);
- Два ордена Отечественной войны 1-й степени (29.04.1943, 11.03.1985);
- Орден Трудового Красного Знамени;
- Орден Красной Звезды (03.11.1944);
- Орден «За службу Родине в Вооружённых Силах СССР» 3-й степени (30.04.1975);
- Медали;

Иностранные награды
- Орден «Звезда дружбы народов» (ГДР)[6]
- Командорский крест со звездой Орден Возрождения Польши (ПНР, 07.05.1980)
- Орден Красного Знамени (МНР, 6.07.1971)[7]
- Медаль «30-я годовщина Революционных Вооруженных сил Кубы» (Куба, 24.11.1986)
- Медаль «Братство по оружию» (ПНР, 30.01.1985)
- Медаль «За укрепление дружбы по оружию» в золоте (ЧССР, 20.03.1970)
- Медаль «30 лет освобождения Чехословакии Советской Армией» (ЧССР, 29.08.1974)
- Медаль «100 лет со дня рождения Георгия Димитрова» (НРБ)
- Медаль «50 лет Монгольской Народной Армии» (МНР, 15.03.1971)
- Медаль «50 лет Монгольской Народной Революции» (МНР, 16.12.1971)

## Воинские звания
- Майор (до июня 1941 г.);
- Подполковник (1942);
- Полковник (1943);
- Генерал-майор (3.06.1944);
- Генерал-лейтенант (11.05.1949);
- Генерал-полковник (18.02.1958);
- Генерал армии (30.04.1970).